# 求礼口駅
求礼口駅（クリェグえき）は、大韓民国全羅南道順天市黄田面にある韓国鉄道公社（KORAIL）全羅線の駅である。

## 概要
全羅南道求礼郡の玄関口という意味で求礼口と名づけられたが、実際には求礼郡でなく順天市にある。求礼郡に行く時は駅前の橋を渡る必要がある。
すべてのITX-セマウルとムグンファ号が停車し、2011年10月5日には全羅線の移設・複線・電化が完了、それにともない1日4本のKTXが停車する。また2013年12月13日から南道海洋観光列車が停車する。
2006年7月韓国鉄道公社の支社の発足当時はグループ代表駅とされたが、業務効率化と核心事業の実行、現場中心の経営体制を確立するため、2009年9月の組織改編各支社が縮小され、グループ代表駅から普通駅に格下げされた。

## 歴史
- 1936年12月16日 : 普通駅として開業。
- 1950年10月29日 : 朝鮮戦争により休止。
- 1952年4月10日 : 臨時駅舎竣工。
- 1957年8月8日 : 営業再開に向け工事開始。
- 1957年10月3日 : 営業再開。
- 1978年6月12日 : ホーム・待合室を撤去。
- 1986年1月16日 : 営業再開。
- 1999年5月18日 : 当駅 - 東順天間の複線化工事が完了。
- 2001年12月27日 : 鴨緑駅 - 当駅間の1線を移設。
- 2002年10月15日 : 鴨緑駅 - 当駅間の移設・複線化工事が完了。
- 2007年11月1日 : 貨物の取扱を中止
- 2011年10月5日 : 移設・複線化・電化の完了とともにKTXの運行を開始。
- 2013年12月13日 : 南道海洋観光列車が停車するようになる。
- 2014年6月1日 : ITX-セマウルの運行を開始。

## 駅構造
相対式ホーム2面4線の地上駅。
駅舎の形は韓国式家屋型で、これと似た構造を持つ駅は他に寧越駅や慶州駅がある。

### ホーム
| ↑ 谷城        |
| 4 3 \| 2 1 \| |
| 順天 ↓        |

| 1 | 全羅線 | 順天・麗川・麗水エキスポ方面 |
| 2 | 全羅線 | 順天・麗川・麗水エキスポ方面 |
| 3 | 全羅線 | 益山・龍山・幸信方面         |
| 4 | 全羅線 | 益山・龍山・幸信方面         |

## 隣の駅
韓国鉄道公社
韓国高速鉄道（KTX）
谷城駅 - 求礼口駅 - 順天駅
全羅線
谷城駅 - (鴨緑駅) - 求礼口駅 - (鳳徳駅) - (槐木駅) - (開雲駅) - (東雲駅) - 順天駅

## 文化
- SBS特別劇（朝鮮語版） 《大物》 1~2話(2010.10.06～2010.10.07)に登場した。